# Dyschloropsis impararia
Dyschloropsis impararia är en fjärilsart som beskrevs av Achille Guenée 1857. Dyschloropsis impararia ingår i släktet Dyschloropsis och familjen mätare. Inga underarter finns listade i Catalogue of Life.